# Nicanor de Faria e Silva
Nicanor de Faria e Silva (Itaberaí, 18 de dezembro de 1904 – 29 de janeiro de 1968) foi um político, advogado, jornalista e servidor público brasileiro, filiado ao Partido Social Progressista. Serviu como secretário estadual, deputado estadual e federal por Goiás. Também foi conselheiro do Instituto Brasileiro de Reforma Agrária, em 1961, durante as Reformas de base.

## Biografia
Nicanor de Faria e Silva nasceu em Itaberaí, Goiás, no dia 18 de dezembro de 1904. Seus pais eram Pedro da Silva Moreira e Clotilde de Faria Moreira. Se casou com Antesina Santana, que faleceu em 1931. Com ele teve o futuro deputado estadual, Moisés Augusto de Santana.
Se casou novamente com Honorina Augusto Barbosa, com quem teve os filhos Nicanor Júnior, Lauro e Nina Maria Silva. Se bacharelou pela Faculdade de Direito de Goiás, exercendo a advocacia e se tornando promotor de justiça.

## Carreira política
Ingressou na política em 15 de março de 1948, ao assumir o secretariado estadual do Interior, Justiça e Segurança Pública de Goiás. Se afastou em 30 de janeiro para assumir a Secretaria da Fazenda, de modo interino. Retornou à pasta de Segurança Pública em 9 de março, se descompatibilizando em apenas vinte dias, para disputar nas eleições estaduais em Goiás em 1950, pelo Partido Social Progressista.
Venceu o pleito e obteve uma vaga como deputado estadual por Goiás, permanecendo de fevereiro do ano seguinte, até fevereiro de 1955; quando foi eleito em 1954, deputado federal por Goiás, ainda pelo PSP. Exerceu o primeiro-secretariado da Mesa da Câmara dos Deputados do Brasil. Há 2 proposições dele em 1956 e outras 2 em 1958, de projetos de lei.
Em 1958, no pleito eleitoral daquele ano, se inscreveu à renovação do mandato pelo Partido Social Democrático, se elegendo primeiro suplente. Assume a vaga efetiva em 18 de agosto de 1960, permanecendo até fevereiro de 1963. Foi assessor jurídico do Instituto Brasileiro de Reforma Agrária, em 1961.

## Morte
Faleceu em 29 de janeiro de 1968, aos 64 anos incompletos.